# Cortaderia

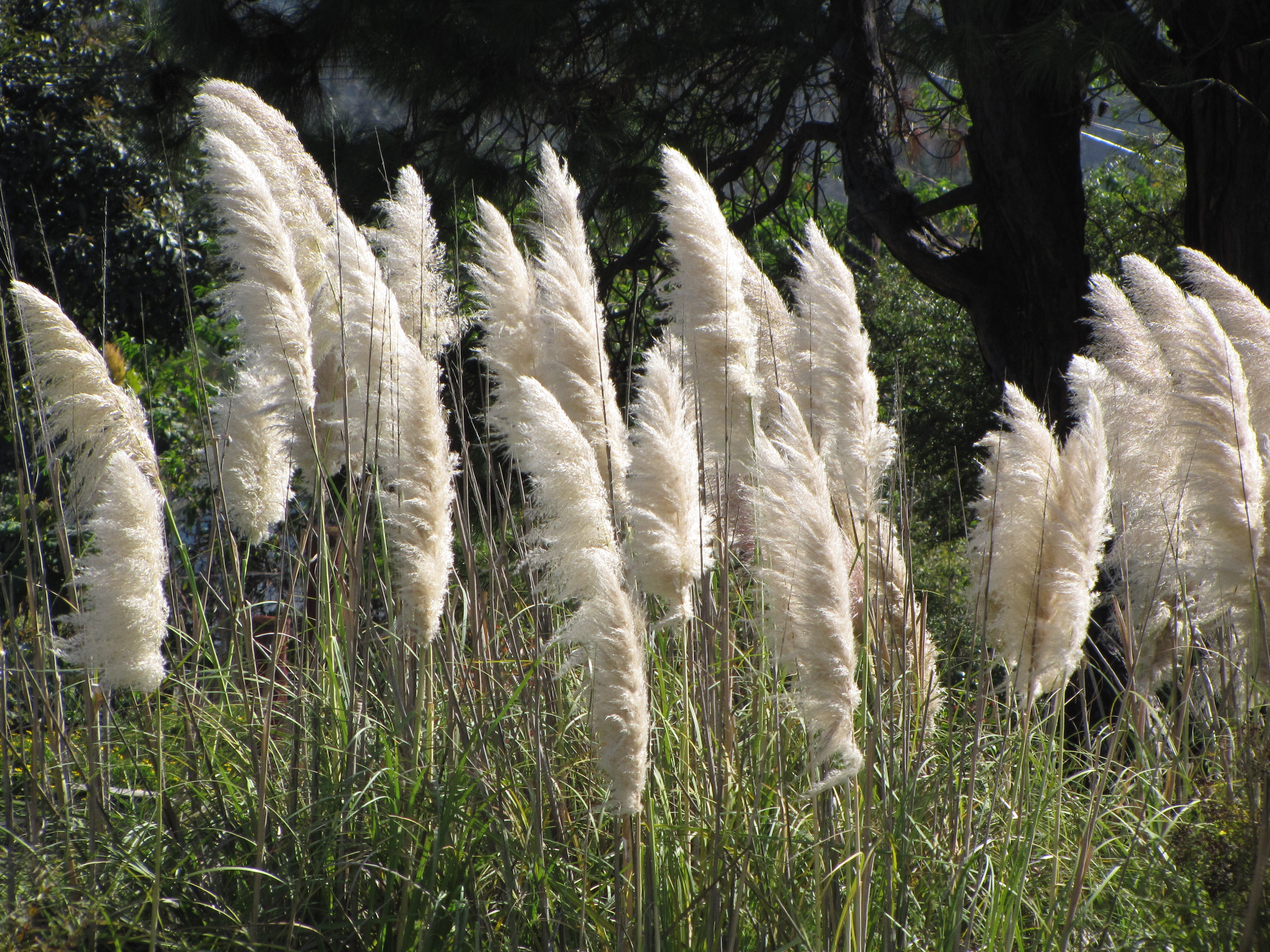
Cortaderia selloana.

Cortaderia es un género con 25 a 35 species de plantas herbáceas y perennes de la familia de las poáceas. Se distribuyen por Sudamérica (15-20 especies), Nueva Zelanda (4 especies) y Nueva Guinea (una especie).

## Especies
- Cortaderia araucana Stapf - Chile, Argentina
- Cortaderia atacamensis (Phil.) Pilg. - Chile, Argentina, Bolivia
- Cortaderia bifida Pilg. - Costa Rica, Panamá, Venezuela, Colombia, Ecuador, Perú, Bolivia
- Cortaderia boliviensis M.Lyle - Bolivia
- Cortaderia columbiana (Pilg.) Pilg. - Venezuela, Colombia
- Cortaderia hapalotricha (Pilg.) Conert - Costa Rica, Panamá, Venezuela, Colombia, Ecuador, Perú, Bolivia
- Cortaderia hieronymi (Kuntze) N.P.Barker & H.P.Linder - Bolivia, Perú, Argentina
- Cortaderia jubata (Lemoine ex Carrière) Stapf
- Cortaderia modesta (Döll) Hack. ex Dusén - sur de Brasil
- Cortaderia nitida (Kunth) Pilg. - Costa Rica, Venezuela, Colombia, Ecuador, Perú
- Cortaderia peruviana (Hitchc.) N.P.Barker & H.P.Linder - Ecuador, Perú, Bolivia
- Cortaderia pilosa (d'Urv.) Hack. - Chile, Argentina, Islas Malvinas
- Cortaderia planifolia Swallen - Colombia, Perú
- Cortaderia pungens Swallen - Colombia, Perú, Venezuela
- Cortaderia roraimensis (N.E.Br.) Pilg. - Guyana, Venezuela, Colombia
- Cortaderia rudiuscula Stapf - Andes chilenos, Argentina, Perú, Bolivia
- Cortaderia selloana (Schult. & Schult.f.) Asch. & Graebn.
- Cortaderia sericantha (Steud.) Hitchc. - Colombia, Perú
- Cortaderia speciosa (Nees) Stapf - Chile, Argentina, Bolivia
- Cortaderia vaginata Swallen - sur de Brasil

### Cultivo
Las especies de Cortaderia pueden medir de 1,5-3,5 m de altura, con inflorescencias blancas y violáceas, semejantes a un plumero. Se utilizan frecuentemente como planta ornamental. 
El nombre común cortaderia, estrictamente referido a C. selloana, se aplica con frecuencia a todas las especies del género (y a veces, incorrectamente, para Erianthus y Saccharum ravennae).
Algunas especies, notablemente C. selloana, C. jubata y C. rudiuscula, se han convertido en especies invasoras en áreas de Nueva Zelanda, costas de California, Hawái. En esas áreas, y en cualquier lugar con clima mediterráneo, debería evitarse la siembra de especies de Cortaderia.

## Etimología
El nombre del género Cortaderia proviene del castellano "para cortar", debido a las hojas con bordes filosos aserrados.[cita requerida]

## Citología
El número cromosómico básico del género es x = 9, con números cromosómicos somáticos de 2n = 36, 72, 90 y 108, ya que hay especies diploides y una serie poliploide. Cromosomas relativamente "pequeños".

## Carácter invasor en España
Debido a su potencial colonizador y constituir una amenaza grave para las especies autóctonas, los hábitats o los ecosistemas, todas las especies y subespecies del género Cortaderia han sido incluidas en el Catálogo Español de Especies Exóticas Invasoras, regulado por el Real Decreto 630/2013, de 2 de agosto, estando prohibida en España su introducción en el medio natural, posesión, transporte, tráfico y comercio.